# シュマルナ山
シュマルナ山（スロベニア語、Šmarna gora）は、スロベニアにある山。

## 地理

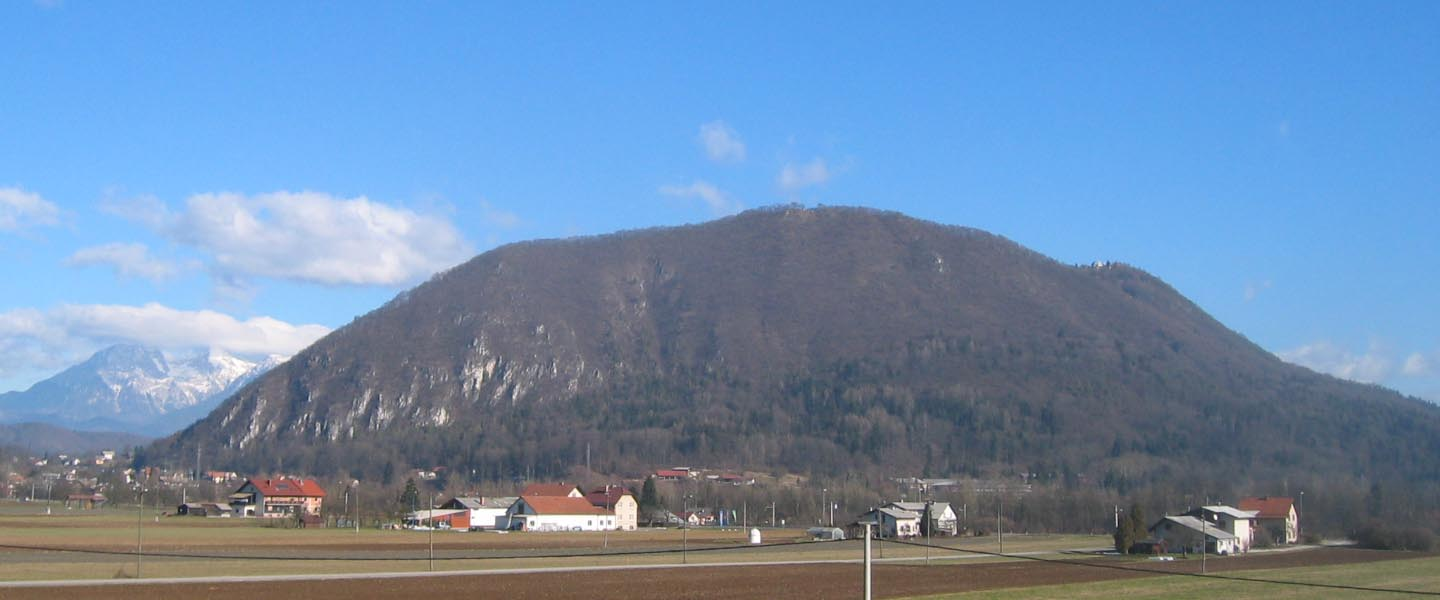
冬季のシュマルナ山

標高は669 m。スロベニアの首都であるリュブリャナの北西部に位置しており、冬季には積雪も見られる地域である。山頂へは登山道が整備されており、比較的容易に登山が可能である。この山からリュブリャナの市街地の方向には、これ以上高い場所は存在しない。